# Giovanni Giacomo Gastoldi
Giovanni Giacomo Gastoldi (1550?, Caravaggio, Itálie – 4. ledna 1609) byl italský hudební skladatel působící na přelomu renesance a baroka.

## Život
Narodil se v Lombardii. Se svým otcem přišel do Mantovy, stal se zpěvákem v chlapeckém sboru baziliky Santa Barbara a studoval teologii. V roce 1575 byl vysvěcen na kněze. Obdržel obročí s povinností vyučovat zpěváky chlapeckého sboru. Stal se kapelníkem v chrámu svaté Barbory. V této funkci setrval až do své smrti. Kromě skladeb pro potřeby chrámu komponoval hudbu podle požadavků prince Vincenza I. Gonzagy.

## Dílo

### Světské skladby
- Canzoni a 5 voci (Benátky, 1581)
- Il primo libro de madrigali a 5 voci (1588)
- Il secondo libro de madrigali a 5 voci (1589)
- Balletti a 5 voci (1591)
- Il primo libro de madrigali a 6 voci (1592)
- Il primo libro de canzonette a 3 voci (1594)
- Il secondo libro de canzonette a 3 voci (1595)
- Il terzo libro de madrigali a 5 voci (1598)
- Il primo libro della musica a 2 voci (1598)
- Baletní hudba k Gioco della Cieca rappresentato alla regina di Spagna (1598)
- Il quarto libro de madrigali a 5 voci (1602)
- Concerti Musicale, con le sue sinfonie a 8 voci (1604)
- Il terzo libro de canzonette a 3 voci (1595)
- Il quarto libro de canzonette a 3 voci (1596)

### Chrámové skladby
- Sacrae Lodi a diversi Santi (1587)
- Psalmi ad vesperas a 4 voci (1588)
- Completorium solemnitatum Vespertina psalmodia (1589)
- Il secondo libro de Clompletorium (1597)
- Il primo libro de Messe a 5 et a 8 voci (1600)
- Tutti li Salmi che nelle solennità del anno al Vespro si cantano a 8 voci (1601)
- Missarum quatuor vocibis, liber primo, (1602 und 1611)
- Vespertina omnium solemnitatum Psalmodia a 5 voci (1602)
- Il primo libro de Messe et Moteti a 8 voci (1607)
- Officium defunctorum integrum a 4 voci (1607)
- Salmi interi a 6 voci
- Salmi per tutti li Vespri a 2 voci (1609)
- Salmi per tutto l'anno a 5 voci